# Zephyranthes versicolor
Zephyranthes versicolor es una especie de planta bulbosa geófita perteneciente a la familia de las amarilidáceas. Es originaria de Uruguay.

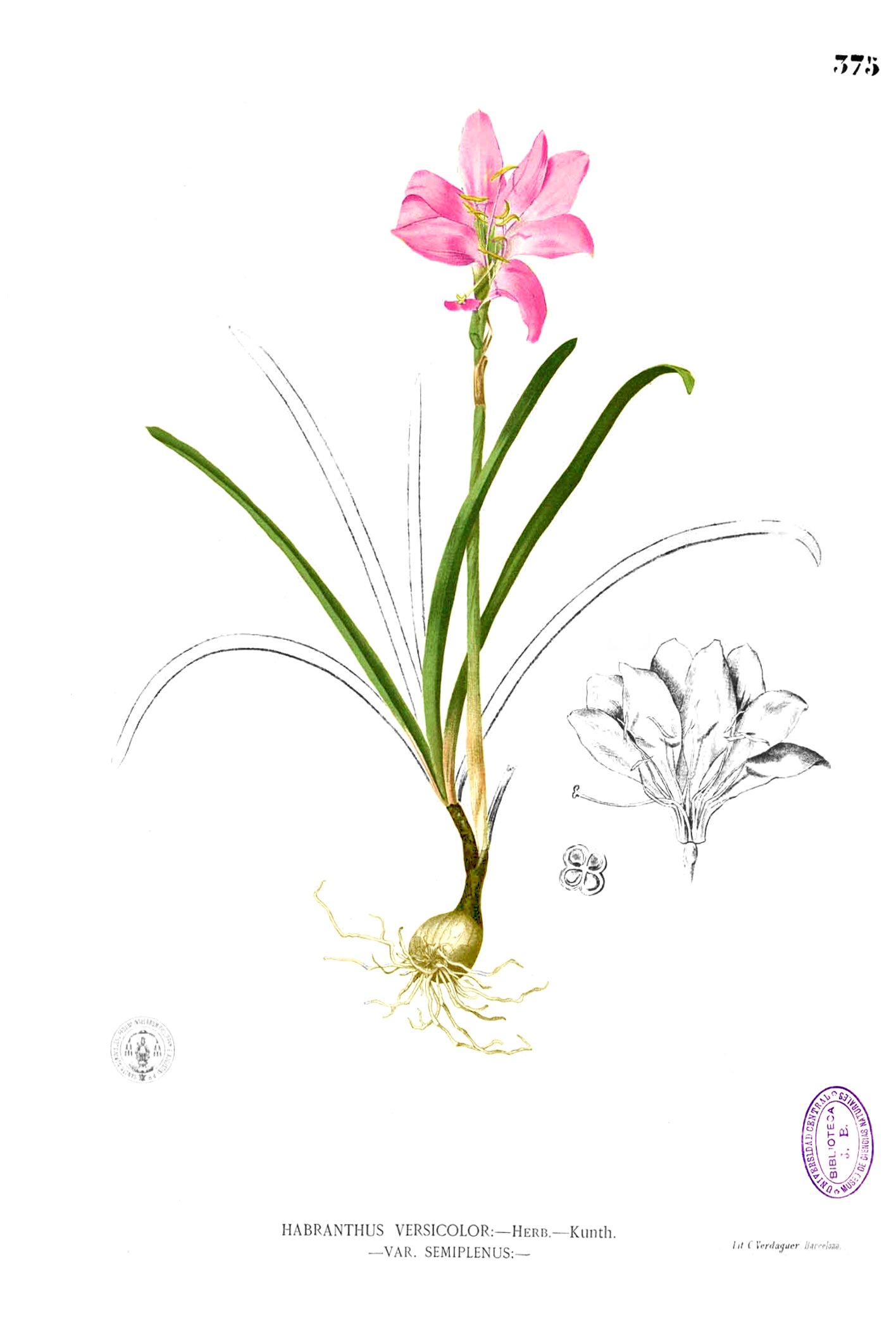
Ilustración

## Descripción
Es una planta bulbosa que crece en Uruguay, en los pastizales cerca de la costa este. Es muy similar a Habranthus martinezii pero tiene las hojas más cortas y más amplias y las flores comienzan con una espectacular capullo rojo rubí, que se abre tornando a una rosa pálido con una base de color marrón rojizo.

## Taxonomía
Zephyranthes versicolor fue descrita por (Herb.) G.Nicholson y publicado en The Illustrated Dictionary of Gardening,... 2: 107, en el año 1885.
Etimología
Zephyranthes: nombre genérico que proviene de (Zephyrus, Dios del viento del oeste en la mitología griega y Anthos, flor) puede traducirse como "flor del viento del oeste", siendo el "viento del oeste" el que trae la lluvia que desencadena la floración de estas especies.
versicolor: epíteto latino que significa "con varios colores".
Sinonimia
- Habranthus versicolor Herb., Bot. Mag. 51: t. 2485. 1824. basónimo
- Amaryllis versicolor (Herb.) Spreng., Syst. Veg. 4(2): 133. 1827.
- Hippeastrum versicolor (Herb.) Baker, J. Bot. 16: 82. 1878.
- Zephyranthes pluricolor Herter, Estud. Bot. Reg. Uruguay 24: 223. 1956.[5]